# Produce 101 Philippines
Produce 101 Philippines(프로듀스 101 필리핀), 때로는 다음과 같이 불린니지 프로젝트 필리핀(Nizi Project Philippines, "레인보우 프로젝트 필리핀"), 은 2022년 1월 22일 ABS-CBN에서 방영된 2022년 필리핀 리얼리티 쇼이다. 최종 9인은 방송 말미 JYP 엔터테인먼트 소속의 걸그룹으로 데뷔한다.. 그는 걸 밴드 프로젝트 Zen1es(옌레스)를 만들었습니다.
해당 프로그램은 JYP 엔터테인먼트(2015년 SIXTEEN 한국 음악방송 방송 이후, 2020년Nizi Project 일본 음악방송 방송 이후)의 아시아 최초 리얼리티로 주목을 받았다.

## 개요
K-pop의 인기는 K-pop의 세계와 관련된 콘텐츠도 인기 있는 엔터테인먼트 형식이 되었음을 의미한다. 지난 몇 년 동안 K-pop 서바이벌 쇼는 한국뿐만 아니라 세계 다른 지역에서도 매우 인기가 있었다. Girls Planet 999 및 I-LAND와 같은 쇼는 실제 아이돌 데뷔 희망자들에게 인기 있는 장소였으며 많은 K-pop 그룹은 자체 서바이벌 쇼에서 경쟁한 후 데뷔했다. 현재 대부분의 필리핀 팬들은 이러한 아이돌 쇼에 참여하는 것이 꿈만 같았다. 하지만 최근 루머가 사실이라면 필리핀은 드디어 프로듀스 101 형식의 아이돌 리얼리티 프로그램을 선보일 것으로 보인다.

## 출연진
- 제임스 리드
- 최다슬
- Gloc-9
- 박산다라
- 아이린
- Gorcelle Dapat-Sy (고르셀 다파트시)
- 지수
- 제니
- 로제
- 리사
- RM
- 진
- 슈가
- 제이홉
- 지민
- 뷔
- 정국
- MNL48

## 그룹

### 걸 그룹
- Zen1es(옌레스) (9 명의 소녀)

### 보이밴드
- ZeroL.uckyBell(제로럭키벨) (소년 8명)

## 최종 후보자
마지막 걸그룹 멤버
- 사미 나카모토
- 캔디 제레미
- THE9 (더나인)/왕 켈리 샤오
- 사카모토 호시
- 라포르테자 카푸치노
- 제나
- 렉서스 왕 (대만 후보)
- 피위콩
- 마이애미 유키토 (그의 상징적(i.Conik)인 무대 이름의 이전)

보이그룹 마지막 멤버
- 왕 기본 샤오
- 벨벳 블랙
- 암살자 카푸치노 (cappuccino assassino)
- 다나카 푸딩
- 벨벳 화이트
- 에디왕 샤오미
- 사막여우 (Samkayeoou)
- 나카모토 스시